# Elecciones estatales de Baja California de 2004
Las Elecciones estatales de Baja California de 2004 se llevaron a cabo el día 1 de agosto de 2004, y en ellas fueron renovados los titulares de los siguientes cargos de elección popular del estado mexicano de Baja California:
- 5 Ayuntamientos. Formados por un Presidente Municipal y regidores, electos para un periodo de tres años, no reelegibles de manera consecutiva.
- 25 Diputados al Congreso del Estado. 16 Electos por mayoría relativa elegidos en cada uno de los Distritos electorales, mientras otros 9 son elegidos mediante representación proporcional.

## Lista de candidatos electos[1]

### Alcaldes
| Municipio          | Partido o Coalición | Nombre                            | Cantidad de Votos | Porcentaje |
| ------------------ | ------------------- | --------------------------------- | ----------------- | ---------- |
| Ensenada           |                     | César Mancillas Amador Hecho      | 32,604            | 40.50%     |
| Mexicali           |                     | Samuel Enrique Ramos Flores Hecho | 63,892            | 27.65%     |
| Playas de Rosarito |                     | José Antonio Macías Garay Hecho   | 7,056             | 42.80%     |
| Tecate             |                     | Joaquín Sandoval Millán Hecho     | 10,331            | 46.96%     |
| Tijuana            |                     | Jorge Hank Rhon Hecho             | 139,230           | 47.88%     |

## Alcalías obtenidas por Partido Político o Coalición[2]
| Partido o Coalición | Partido o Coalición                              | Cantidad de Alcaldías Ganadas | Alcaldías Ganadas             |
| ------------------- | ------------------------------------------------ | ----------------------------- | ----------------------------- |
|                     | Partido Acción Nacional                          | 2                             | Ensenada y Playas de Rosarito |
|                     | Alianza Para Vivir Seguro (PRI, PT, PVEM y PEBC) | 2                             | Mexicali y Tecate             |
|                     | Partido Revolucionario Institucional             | 1                             | Tijuana                       |
|                     | Partido de la Revolución Democrática             | 0                             | Ninguna                       |
|                     | Partido Convergencia                             | 0                             | Ninguna                       |

## Diputaciones Ganadas Por Partido o Coalición[3]

### Por Elección Popular
| Partido o Coalición | Partido o Coalición                             | Cantidad de Distritos Ganados | Distritos Ganados                               |
| ------------------- | ----------------------------------------------- | ----------------------------- | ----------------------------------------------- |
|                     | Partido Acción Nacional                         | 11                            | I, II, III, IV, VII, X, XI, XII, XIII, XV y XVI |
|                     | Alianza Para Vivir Seguro (PT, PRI, PEBC, PVEM) | 5                             | V, VI, VIII, IX y XIV                           |
|                     | Partido de la Revolución Democrática            | 0                             | Ninguno                                         |
|                     | Partido Convergencia                            | 0                             | Ninguno                                         |

### Por Representación Proporcional[4]
| Partido o Coalición | Partido o Coalición                              | Cantidad de Curules Asignadas |
| ------------------- | ------------------------------------------------ | ----------------------------- |
|                     | Partido Acción Nacional                          | 1                             |
|                     | Alianza Para Vivir Seguro (PRI, PT, PEBC y PVEM) | 6                             |
|                     | Partido de la Revolución Democrática             | 2                             |
|                     | Convergencia                                     | 0                             |

### Conformación delCongreso del Estadopara el periodo 2004-2007
| Partido o Coalición | Partido o Coalición                             | Cantidad de Diputados de Elección Popular | Cantidad de Diputados de Representación Proporcional | Total |
| ------------------- | ----------------------------------------------- | ----------------------------------------- | ---------------------------------------------------- | ----- |
|                     | Partido Acción Nacional                         | 11                                        | 1                                                    | 12    |
|                     | Alianza Para Vivir Seguro (PT, PRI, PEBC, PVEM) | 5                                         | 6                                                    | 11    |
|                     | Partido de la Revolución Democrática            | 0                                         | 2                                                    | 2     |
|                     | Partido Convergencia                            | 0                                         | 0                                                    | 0     |